# Stadia

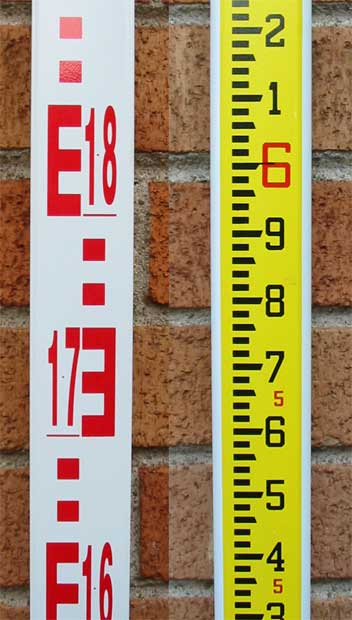
Due moderne stadie affiancate.
Sulla sinistra una graduata in unità metriche, sulla destra una con unità britanniche.

Vista di una stadia verticale attraverso il cannocchiale di un teodolite. Utilizzando il reticolo di puntamento la lettura sul filo centrale del reticolo corrisponde a 1,422 m

La stadia, o mira, è un'asta graduata impiegata nei rilevamenti topografici, in connessione con altri strumenti topografici (tacheometro, teodolite, livello), per la determinazione di distanze e dislivelli.
La stadia può essere disposta verticale o orizzontale. La stadia orizzontale è utilizzata per la misura indiretta delle distanze insieme a un teodolite. È costituita da una barra di metallo lunga 2 metri con una mira in ciascun estremo. La stadia si pone su un treppiede e si collimano le due mire misurando l'angolo orizzontale col goniometro del teodolite. La stadia verticale viene sostenuta da un operatore che la mantiene verticale con la massima precisione possibile, normalmente controllandone la verticalità con una livella sferica attaccata alla stadia. Nella stadia verticale la graduazione è riportata su una faccia ed è evidenziata con trattini alternati, di colore bianco/nero o bianco/rosso, dell'altezza di 1 cm. La numerazione riportata è, di solito, riferita ai decimetri ed ai metri. Le graduazioni sono varie, policrome e particolari per permettere una lettura veloce e sicura. La lettura, eseguita con il reticolo del cannocchiale dello strumento topografico, si esegue leggendo prima il numero di decimetri scritti sulla stadia, poi contando il numero dei centimetri interi compresi tra l'inizio del decimetro e il filo orizzontale del reticolo e infine stimando a vista i millimetri. Per poter stimare i millimetri la distanza non deve superare valori legati al potere di ingrandimento del cannocchiale. 
Le stadie comuni sono in legno o in alluminio, materiali leggeri da trasportare, con lunghezza variabile da 2 a 5 metri. Le stadie per misure di precisione hanno la parte graduata costituita da una lega in acciaio e nichel (chiamata Invar) a basso coefficiente di dilatazione termica, in modo da diminuire il più possibile l'imprecisione dovuta alla dilatazione termica del materiale stesso.